# Torneo de Portoroz

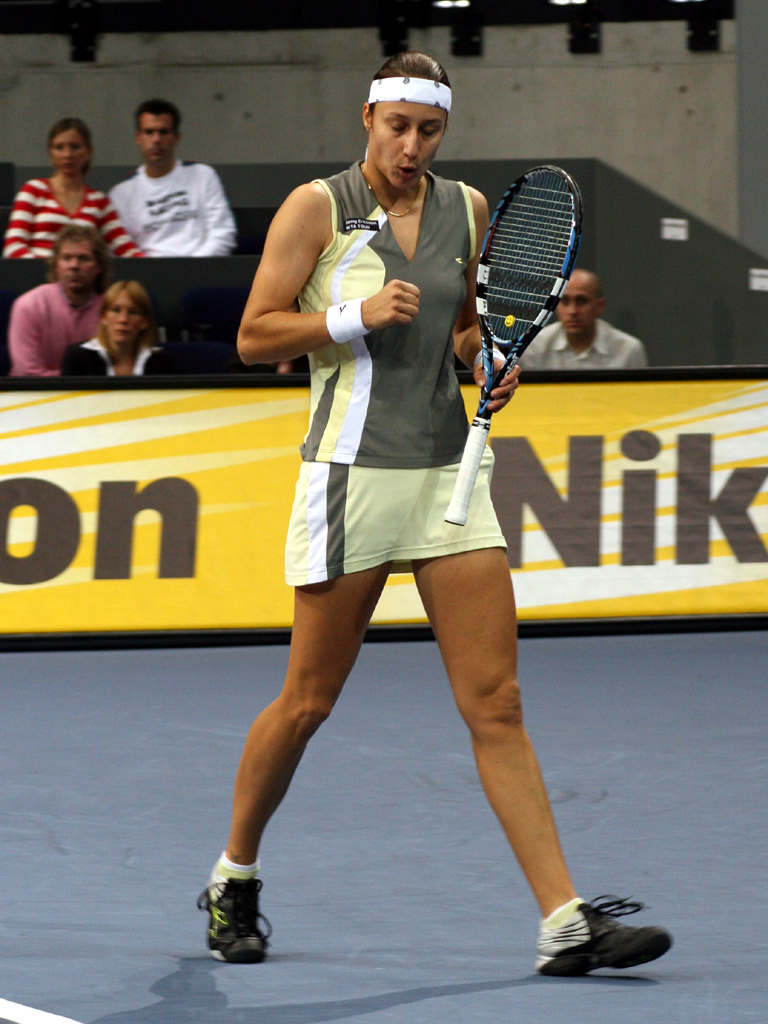
Katarina Srebotnik am Zurich Open 2006.

El Torneo de Portoroz es un torneo de tenis de la WTA llevado a cabo en dicha ciudad eslovena. Se realiza desde el año 2005, sobre pista dura al aire libre, a finales del mes de julio.

## Campeonas

### Individual
| Año       | Campeona           | Finalista           | Resultado           |
| --------- | ------------------ | ------------------- | ------------------- |
| 2005      | Klara Koukalová    | Katarina Srebotnik  | 6-2, 4-6, 6-3       |
| 2006      | Tamira Paszek      | Maria Elena Camerin | 7-5, 6-1            |
| 2007      | Tatiana Golovin    | Katarina Srebotnik  | 2-6, 6-4, 6-4       |
| 2008      | Sara Errani        | Anabel Medina       | 6-3, 6-3            |
| 2009      | Dinara Sáfina      | Sara Errani         | 6-7(5), 6-1, 7-5    |
| 2010      | Anna Chakvetadze   | Johanna Larsson     | 6-1, 6-2            |
| 2011-2020 | No celebrado       | No celebrado        | No celebrado        |
| 2021      | Jasmine Paolini    | Alison Riske        | 7-6(4), 6-2         |
| 2022      | Kateřina Siniaková | Elena Rybakina      | 6-7(4), 7-6(5), 6-4 |

### Dobles
| Año       | Campeonas                            | Finalistas                         | Resultado         |
| --------- | ------------------------------------ | ---------------------------------- | ----------------- |
| 2005      | Anabel Medina Roberta Vinci          | Jelena Kostanić Katarina Srebotnik | 6-4, 5-7, 6-2     |
| 2006      | Lucie Hradecká Renata Voráčová       | Eva Birnerova Emilie Loit          | w/o               |
| 2007      | Lucie Hradecká Renata Voráčová       | Andreja Klepač Yelena Líjovtseva   | 5-7, 6-4, 10-7    |
| 2008      | Anabel Medina Virginia Ruano         | Vera Dushevina Yekaterina Makárova | 6-4, 6-1          |
| 2009      | Julia Görges Vladimíra Uhlířová      | Camille Pin Klára Zakopalová       | 6-4, 6-2          |
| 2010      | María Kondrátieva Vladimíra Uhlířová | Anna Chakvetadze Marina Erakovic   | 6-4, 2-6, 10-7    |
| 2011-2020 | No celebrado                         | No celebrado                       | No celebrado      |
| 2021      | Anna Kalinskaya Tereza Mihalíková    | Aleksandra Krunić Lesley Kerkhove  | 4-6, 6-2, [12-10] |
| 2022      | Marta Kostyuk Tereza Martincová      | Cristina Bucșa Tereza Mihalíková   | 6-4, 6-0          |